# Diocesi di Vallis
La diocesi di Vallis (in latino Dioecesis Vallitana) è una sede soppressa e sede titolare della Chiesa cattolica.

## Storia
Vallis, identificabile con le rovine di Sidi-Medien (governatorato di Zaghouan) nell'odierna Tunisia, è un'antica sede episcopale della provincia romana dell'Africa Proconsolare, suffraganea dell'arcidiocesi di Cartagine.
Sono quattro i vescovi documentati di Vallis. Il donatista Bonifacio è menzionato nel 330 circa nel De schismate donatistarum di Ottato. Alla conferenza di Cartagine del 411, che vide riuniti assieme i vescovi cattolici e donatisti dell'Africa romana, prese parte il cattolico Bonifacio, mentre il donatista Restituto era deceduto sette anni prima (404). Un altro vescovo di nome Restituto intervenne al concilio cartaginese del 525.
Dal XX secolo Vallis è annoverata tra le sedi vescovili titolari della Chiesa cattolica; dal 2 aprile 2004 il vescovo titolare è José Rafael Palma Capetillo, vescovo ausiliare di Jalapa.

## Cronotassi

### Vescovi
- Bonifacio I † (menzionato nel 330 circa) (vescovo donatista)
- Restituto I † (? - 404 deceduto) (vescovo donatista)

- Bonifacio II † (menzionato nel 411)
- Restituto II † (menzionato nel 525)

### Vescovi titolari
- Guillaume-Lucien-Léon Lacroix † (9 dicembre 1921 - 27 gennaio 1922 deceduto)
- Ferdinand Brossart † (2 marzo 1923 - 6 agosto 1930 deceduto)
- Francesco Saverio Bini, M.C.C.I. † (19 novembre 1930 - 11 maggio 1953 deceduto)
- Alfredo Rubio Díaz † (7 luglio 1953 - 29 maggio 1956 nominato vescovo di Girardot)
- Carlos Arturo Brown, M.M. † (29 novembre 1956 - 14 maggio 1997 deceduto)
- Jean-Michel di Falco (4 luglio 1997 - 18 novembre 2003 nominato vescovo di Gap)
- José Rafael Palma Capetillo, dal 2 aprile 2004